# WD 0806-661
WD 0806-661 (alternativt GJ 3483, L 97-3) är ett dubbelstjärnsystem som befinner sig 63 ljusår från jorden i stjärnbilden Flygfisken. Stjärnsystemet består av en vit dvärg och en brun dvärg (WD 0806-661 B). Den bruna dvärgen ligger 2500 AU från den vita dvärgen. Upptäckten av den bruna dvärgen gjordes 2011, och den är en av de svalaste "stjärnor" som någonsin upptäckts. Temperaturen är bara mellan 27 och 80°C.